# Inglisella
Inglisella is een geslacht van weekdieren uit de klasse van de Gastropoda (slakken).

## Soorten
- Inglisella allophyla Maxwell, 1988 †
- Inglisella ampla Laws, 1935 †
- Inglisella awakinoensis Laws, 1935 †
- Inglisella cincta (Hutton, 1885) †
- Inglisella delli (Beu, 1970) †
- Inglisella disticha Marwick, 1965 †
- Inglisella etheridgei (Johnston, 1880)
- Inglisella hirta Laws, 1936 †
- Inglisella jocosa Maxwell, 1988 †
- Inglisella laterinensis Maxwell, 1988 †
- Inglisella marshalli (Vignal, 1921) †
- Inglisella marwicki (Dell, 1956)
- Inglisella parva Laws, 1935 †
- Inglisella pukeuriensis (Suter, 1917) †
- Inglisella staffordensis Maxwell, 1992 †
- Inglisella ventricosa Maxwell, 1992 †